# Poblado Aramendia
Poblado Aramendia ou Aramendia est une ville de l'Uruguay située dans le département de Lavalleja. Sa population est de 123 habitants.

## Population
| Année | Population |
| ----- | ---------- |
| 2004  | 123        |

Référence,.